# Cohete Rayo
El Cohete Rayo es un sistema de lanzacohetes múltiple o MRL de 160 mm desarrollado por las Fábricas y Maestranzas del Ejército de Chile (FAMAE) en 1989, concebido como la joya en el arsenal del ejército chileno y el cual debía plasmar las capacidades tecnológicas de una nueva generación de armamentos.
En el año 2003, el director de la FAMAE, General Indalecio Gallardo, confirmó que el proyecto Rayo fue cancelado en el 2002 desde el punto de vista comercial, pero no así los subsistemas y tecnologías derivados de este que se encuentran vigentes y en plena producción.
El 2014, en el marco de la FIDAE desarrollada en Santiago de Chile, se presentó el nuevo SLM FAMAE llamado por los expertos y la prensa especializada en defensa como el "Hijo del Rayo". El nuevo sistema es fruto del conocimiento adquirido en el proyecto Rayo y ha sido desarrollado en asociación con IMI y la empresa Chilena DESA.
Es un sistema autónomo que dispone de un alto grado de interoperabilidad con otros equipos de inteligencia e incluye la capacidad de lanzar una variada gamma de cohetes de 122, 160 y 306 mm, estos últimos con un alcance de 150 km y un margen de error de sólo 10 metros.

## Historia
El Proyecto Rayo fue desarrollado por la FAMAE bajo un escenario armamentístico de mucha demanda, la Guerra Fría y los conflictos bélicos de la época como la Guerra Irán-Iraq (1980-1988) permitían hacer rentable el desarrollo de nuevas armas puesto que se absorbía cuanta arma fuera ofertada. 
Esta época dorada para los fabricantes y mercaderes de armas llevó a pequeñas empresas sudamericanas al desarrollo y producción de material bélico con bastante éxito. En Chile el ingeniero y empresario Carlos Cardoen logró vender grandes cantidades de sus bombas de racimo a Irak, mientras que los brasileños a través de la empresa Avibras con sus sistemas de cohetería Astros II MLRS logró vender prácticamente todo su inventario de armas a Irak.
Este favorable escenario hacía prever un éxito en el desarrollo de un nuevo lanzacohetes y así competir contra Avibras en el enorme mercado de la exportación de cohetes. Es así como a comienzos de 1989 se inicia el proyecto Rayo siendo a su vez el proyecto más ambicioso del aquel entonces General en jefe Augusto Pinochet. 
Este proyecto debía demostrar las capacidades tecnológicas de la emergente industria armamentística de Chile y la capacidad de desarrollar una nueva generación de armamento con mucho más alcance y letalidad para mantener a raya a potenciales enemigos, además debía convertirse en un producto de exportación según las demandas y presiones del mercado.
Para lograr esto Augusto Pinochet viaja constantemente a Londres y así visitar e incentivar a los representantes de la empresa británica Royal Ordnance (RO) a asociarse con Fábricas y Maestranzas del Ejército de Chile (FAMAE) con el fin de producir el Cohete Rayo.
Pero el contexto internacional no favorecía la obsesión del general. Un año antes del inicio de la construcción del cohete se había acabado la guerra entre Irán e Irak y precisamente cuando el acuerdo se firmaba había caído el muro de Berlín, esto provocó un desplome en la demanda de armas y el consiguiente desarme en el hemisferio norte.
Debido a este desarme el mercado mundial se inundó con excedentes de armas de buena calidad y bajos precios que llevó al peor escenario posible. Los estudios de mercado mostraron que no era rentable continuar con el proyecto, aun así Augusto Pinochet ordenó seguir con el desarrollo.
Debido a las constantes demoras en el cohete Rayo que llegaron a retrasar el proyecto en más de 15 años llevó a que luego de tanto tiempo cambiaran los métodos y los escenarios bélicos. Actualmente las batallas suelen ocurrir dentro de ciudades y zonas densamente pobladas lo que conlleva a que un ataque de saturación con cohetes no guiados sea imposible de usar sin causar la masiva muerte de población civil, haciendo de este tipo de ataque impopular en los actuales conflictos y llevando a optar por sistemas más precisos como los misiles guiados.
Todos estos cambios internacionales llevaron al Ejército de Chile a cancelar la compra de los cohetes Rayos, llegando solo a 14 de las 60 unidades planeadas, decidiéndose por la compra de 25 baterías adicionales del sistema liviano de artillería de cohetes de fabricación israelí LAR-160 que si bien tienen menos alcance, son bastante más baratas y con experiencia comprobada en combate.
Esa decisión marcó el final del proyecto puesto que bajo estas circunstancias es lógico pensar porqué clientes potenciales comprarían algo que los propios chilenos dejaron de fabricar, nadie querrá ser el primer cliente y aventurarse con un producto jamás probado en combate.
En 2003, el director de la FAMAE, General Indalecio Gallardo, confirmó que el proyecto Rayo fue cancelado en el 2002 desde el punto de vista comercial, pero no así los subsistemas y tecnologías derivados de este que se encuentran vigentes y en plena producción.
En 2014, El Ejército de Chile ha anunciado el reemplazo de sus LAR-160 con un nuevo sistema de lanzacohetes presentado en FIDAE, llamado SLM FAMAE, el que incluye un moderno sistema de control de tiro, softwares con cartas de tiro, mapas digitales, un sistema de enlace de datos satelital para misiles guiados por láser, con 150km de alcance. Arma inspirada en parte de los subsistemas del Rayo.

### Armas similares
- Astros II
- / BM-21 "Grad"
- / BM-30 "Smerch"
- CP-30
- HIMARS
- Katyusha
- LAR-160
- / LAROM
- / RM-70
- // M-63 Plamen
- // M-77 Oganj
- // M-87 Orkan
- SLM FAMAE
- / TAM VCLC
- Lanzacohetes múltiple "Teruel"
- TOS-1
- / WR-40 Langusta